# Асмаев, Виктор Карпович
Ви́ктор Ка́рпович Асма́ев (16 ноября 1947, Ростов-на-Дону — 12 октября 2002, Ростов-на-Дону) — советский спортсмен-конник, олимпийский чемпион 1980 года в командном конкуре, заслуженный мастер спорта СССР (1980).

## Биография и достижения
В 1961 году пришёл заниматься конным спортом в ростовскую спортивную школу ДСО «Урожай» и уже в 1964 году начал участвовать в чемпионатах страны, а с 1965 года входил в сборную СССР по конкуру.
Ученик известного спортсмена, восьмикратного чемпиона СССР по конному спорту А. А. Жагорова, Виктор Асмаев был участником и неоднократным призёром международных и всесоюзных соревнований по преодолению препятствий. В 1980 году со своим знаменитым рыжим будённовцем Рейсом Виктор Карпович стал чемпионом XXII Олимпийских игр в Москве в командном зачёте.

## Награды
- Медаль «За трудовое отличие»
- Почётный знак «За заслуги в развитии физической культуры и спорта» 2000.